# Горјане
Горјане (мкд. Горјане) је насеље у Северној Македонији, у северозападном делу државе. Горјане припада општини Врапчиште.

## Географија
Насеље Горјане је смештено у северозападном делу Северне Македоније. Од најближег већег града, Гостивара 15 km северно.
Горјане се налази у горњем делу историјске области Полог. Насеље је положено на источним падинама Шар-планине, које се пар километара западно спуштају у плодно и густо насељено Полошко поље. Надморска висина насеља је приближно 840 метара.
Клима у насељу је планинска због знатне надморске висине.

## Становништво
Горјане је према последњем попису из 2002. године имало 70 становника.
Претежно становништво у насељу су Албанци (100%).
Већинска вероисповест је ислам.